# Sphaerodactylus notatus
Sphaerodactylus notatus este o specie de șopârle din genul Sphaerodactylus, familia Gekkonidae, descrisă de Baird 1859. A fost clasificată de IUCN ca specie cu risc scăzut.

## Subspecii
Această specie cuprinde următoarele subspecii:
- S. n. notatus
- S. n. amaurus
- S. n. atactus
- S. n. exsul
- S. n. peltastes

## Galerie

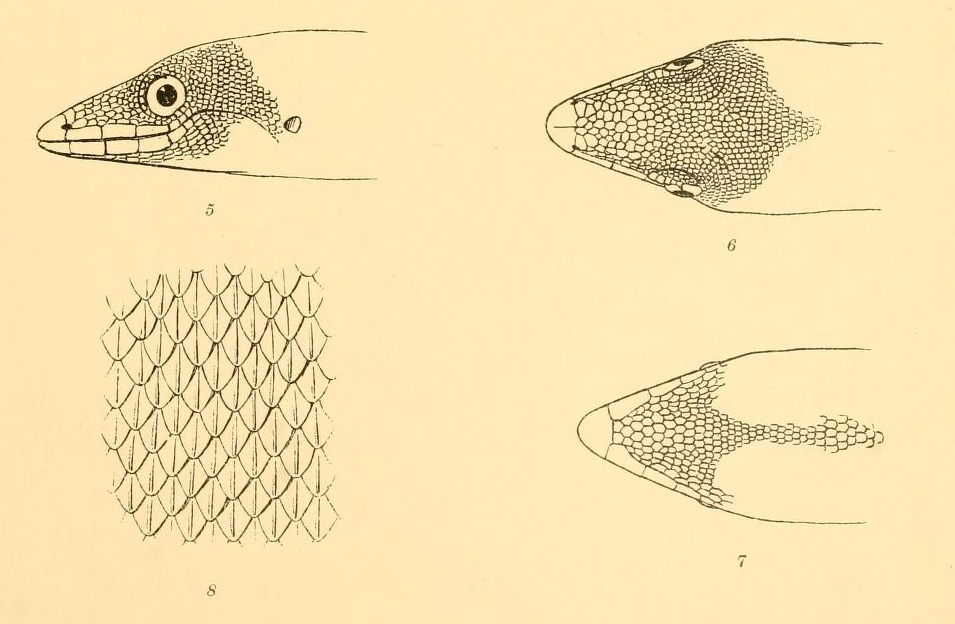